# Lemula japonica
Lemula japonica är en skalbaggsart som beskrevs av Koichi Tamanuki 1938. Lemula japonica ingår i släktet Lemula och familjen långhorningar. Inga underarter finns listade i Catalogue of Life.